# Alberico da Barbiano (croiseur)
Pour les articles homonymes, voir Alberico da Barbiano (homonymie).
L'Alberico da Barbiano était un croiseur léger de classe Alberto da Giussano ayant servi dans la Regia Marina pendant la Seconde Guerre mondiale. Il fut baptisé en l'honneur d'Alberico da Barbiano, condottiere Italien du XVe siècle.

## Historique
À son admission au service actif, le croiseur léger est affecté au 2e Escadron, participant comme toute la marine italienne à la guerre d'Espagne, soutenant le camp nationaliste.
Lorsque l'Italie entre en guerre le 10 juin 1940, l'Alberico da Barbiano est intégré dans la 4e Division de croiseurs, division qu'il forme avec son sister-ship Alberto di Giussano. Il participe à la bataille de Calabre le 9 juillet 1940 contre la Royal Navy, sortant indemne de cet affrontement indécis entre les deux marines. Le 1er septembre 1940, la marine décide de l'affecter à l'entrainement mais le 1er mars 1941, le croiseur léger est réaffecté à des opérations de combat.
Le 12 décembre 1941, le Giussano et le Barbiano de la 4e division furent chargés d'une mission de ravitaillement en carburant au profit de l'Afrikakorps, accompagné par le torpilleur Cigno. Chargés de 2 000 tonnes de carburant en jerrycan, les trois navires quittèrent Palerme pour Tripoli.
Au même moment, la 4e Flottille de destroyers avait appareillé de Malte pour gagner Alexandrie.
Elle fut repérée par un avion italien, mais la Supermarina estima que les navires ennemis ne pourraient atteindre le cap Bon avant le passage des deux croiseurs et du torpilleur. Les deux forces ennemies entrèrent au contact le 13 décembre 1941 dans la nuit, les Alliés surprenant les Italiens grâce au radar, lançant les torpilles avant d'ouvrir le feu. L'Alberto di Giussano et l'Alberico da Barbiano, qui encaissèrent respectivement une et trois torpilles, coulent rapidement vers quatre heures du matin. 534 hommes, y compris l'amiral Antonino Toscano (en), commandant de la quatrième Division navale italienne et le commandant de l'Alberico da Barbiano, le capitaine Giorgio Rodocanacchi, décèdent dans le naufrage. 250 survivants parviennent à atteindre la côte tunisienne ou sont sauvés par des navires de guerre.